# Sarawut Sintupun
Sarawut Sintupun (thailändisch ศราวุธ สินธุปัน, * 11. Januar 1990) ist ein thailändischer Fußballspieler.

## Karriere
Sarawut Sintupun stand von mindestens 2016 bis 2017 beim Nakhon Ratchasima FC unter Vertrag. Wo er vorher gespielt hat, ist unbekannt. Der Verein aus Nakhon Ratchasima, der Hauptstadt der Provinz Nakhon Ratchasima in der Nordostregion von Thailand, dem sogenannten Isan, spielte in der höchsten thailändischen Liga, der Thai Premier League. Für den Klub aus Korat absolvierte er acht Erstligaspiele. Mitte 2017 wechselte er zum Zweitligaaufsteiger Nongbua Pitchaya FC nach Nong Bua Lamphu. Nach Vertragsende ging er 2019 nach Ban Khai. Hier schloss er sich dem Viertligisten Bankhai United FC an. Mit Bankhai spielte er in der Eastern Region der Thai League 4. Für Bankhai stand er 25-mal auf dem Spielfeld. Anfang 2020 nahm in der Zweitligist Samut Sakhon FC aus Samut Sakhon unter Vertrag. Mit Samut spielte er viermal in der zweiten Liga. Am 1. Januar 2021 unterschrieb er einen Vertrag beim Drittligisten Lamphun Warriors FC. Mit dem Verein aus Lamphun spielte er sechsmal in der dritten Liga. Am Ende der Saison wurde man Meister der Northern Region. In den Aufstiegsspielen, der National Championship, belegte man ebenfalls den ersten Platz und stieg in die zweite Liga auf. Am Ende der Saison 2021/22 feierte er mit dem Verein die Meisterschaft der zweiten Liga und den Aufstieg in die erste Liga. Nach insgesamt 40 Ligaspielen wurde sein Vertrag im Sommer 2023 nicht verlängert. Zu Beginn der Saison 2023/24 unterschrieb er in Chiangmai einen Vertrag beim Zweitligisten Chiangmai United FC. Nach zwei Spielzeiten, in denen er 39 Ligaspiele bestritt, wurde sein Vertrag im Sommer 2025 nicht verlängert.

## Erfolge
Lamphun Warriors FC
- Thai League 3 – North: 2021/21  ▲
- Thai League 2: 2021/22  ▲